# فهد غزولي
فهد غزولي (1969 - 16 يناير 2018) ممثل ومنتج ومؤلف ومخرج سعودي.

## عن حياته
ولد في مدينة جدة وهو حاصل على دورة من المعهد العالي البريطاني في مجال الاخراج كما حصل على ليسنس المعهد العالي للسينما ونال العديد من الدورات في مجالات (الاخراج والسيناريو والتصوير) من مصر ويعتبر عضو في الجمعية العربية السعودية للثقافة والفنون بجدة وعضو جمعية المسرحيين السعوديين ولقد ألف كثير من الأعمال الدرامية والافلام.

## من أعماله

### المسلسلات
- حارة الشيخ (2016).
- تكي 2 (2015).
- جرذان الصحراء (2014).
- أنتِ طالق (2013).
- أهل البلد (2013).
- تكي 1 (2012).
- الجامعة (2011).
- جاري يا حموده (2009).
- عذاب (2009).
- عمشة بنت عماش (2007).
- الوهم (مسلسل) (1997)
- البيت الكبير. (1997)
- بابا فرحان(1992- 2004)

### الاخراج
- مسلسل فواصل (2007).
- إلى من يهمه الأمر (1997).

### الافلام
- الطريق المجهول.
- مكر امرأة

### السهرات
- نقطة مراقبة.

### سيت كوم
- بيني وبينك (ج3) (2009).

## وفاته
توفي يوم الثلاثاء 16 يناير 2018 في مستشفى الملك فيصل التخصصي في جدة بعد صراع طويل مع المرض.